# Sint-Paulusabdij

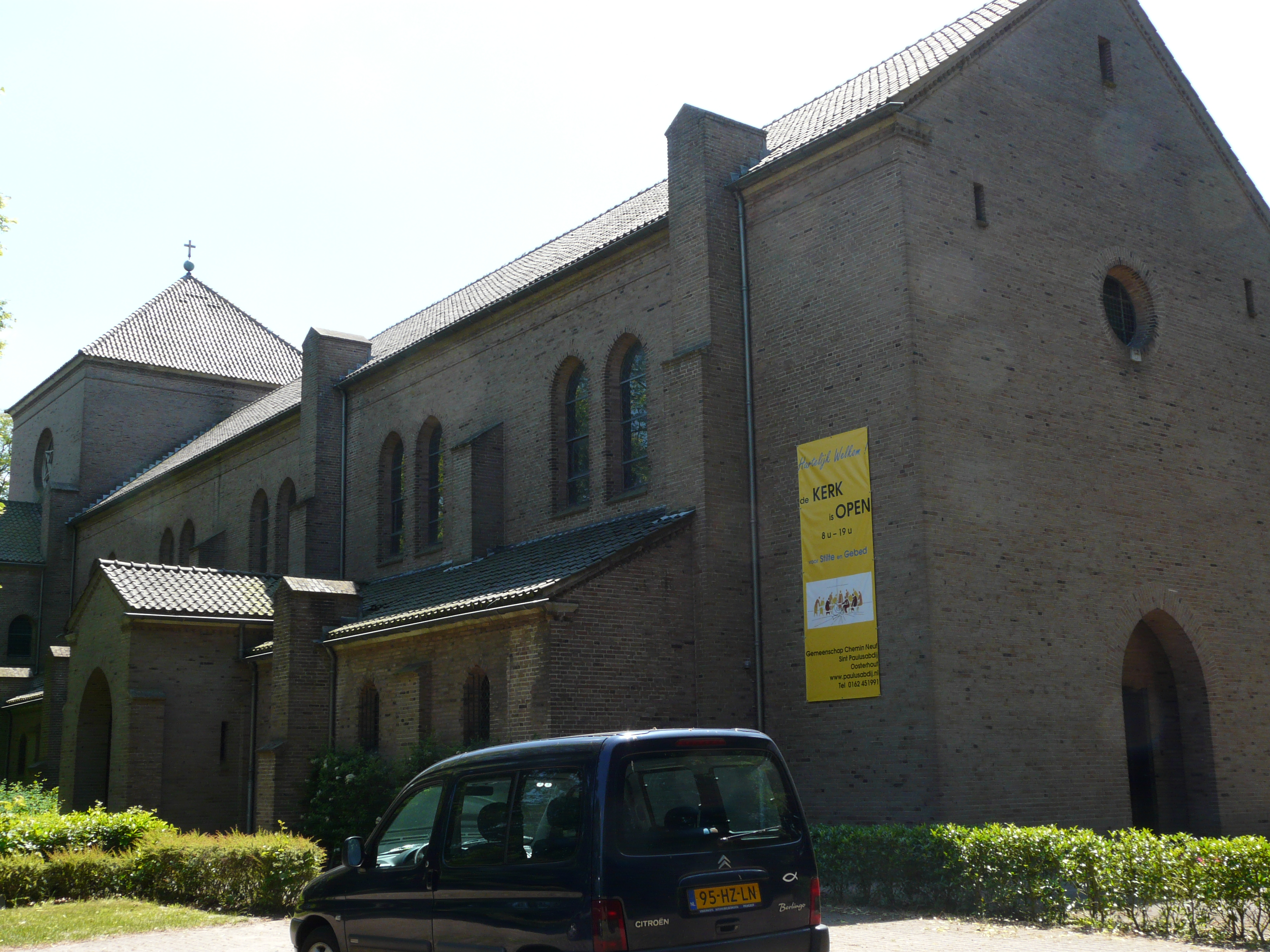
Abdijkerk

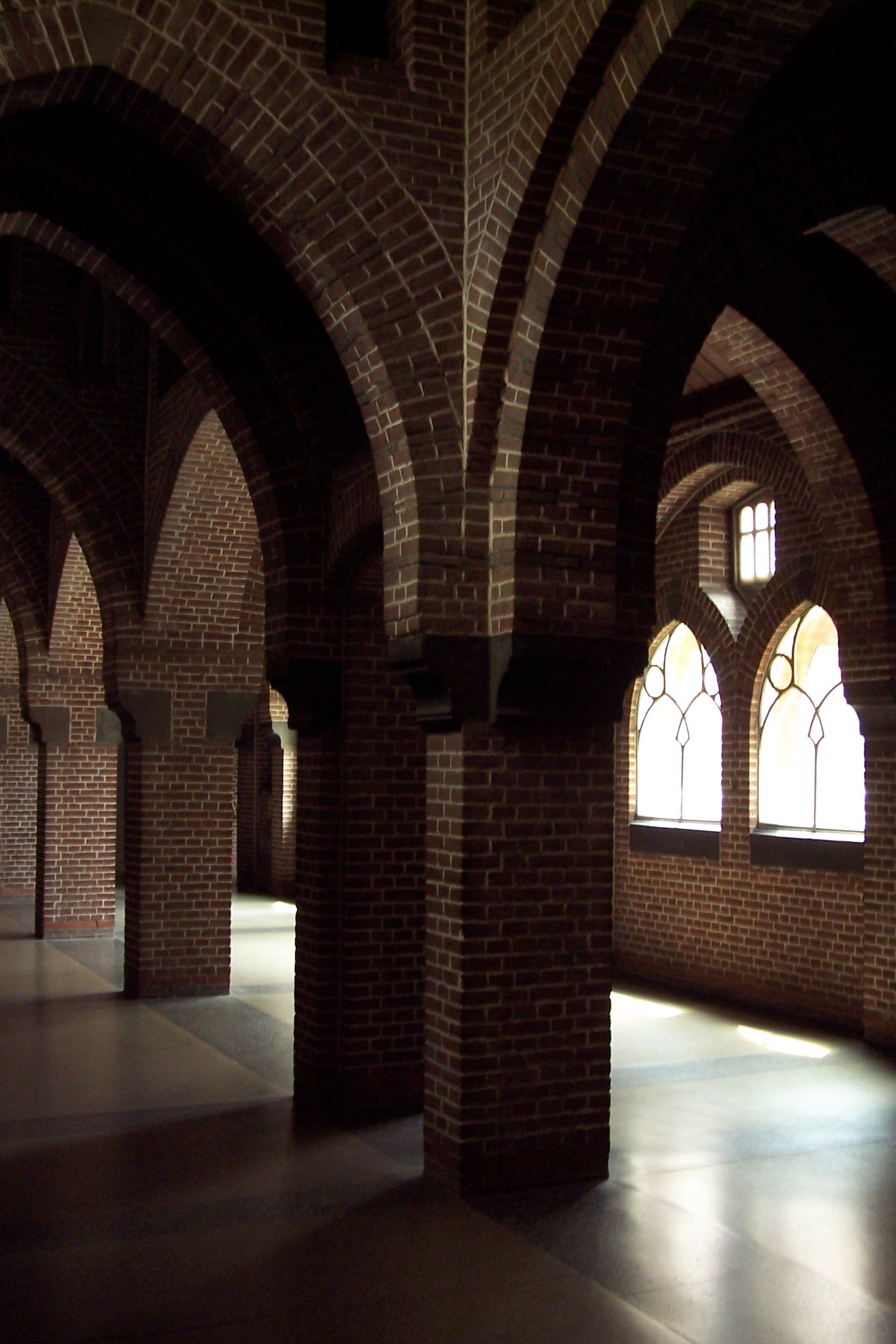
Baksteenarchitec-tuur van Dom Bellot in de Sint-Paulusabdij

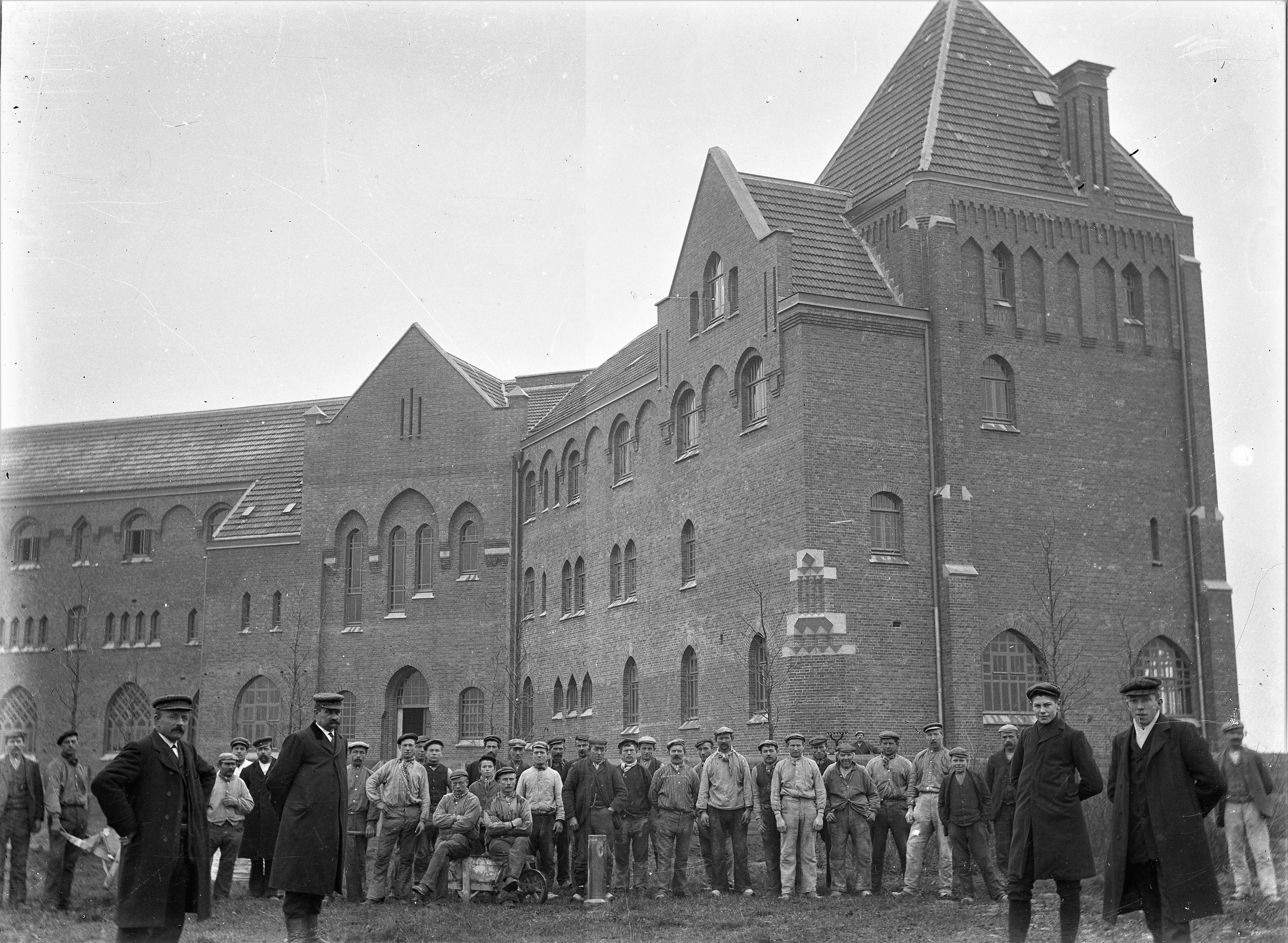
Bouw St. Paulus abdij Hoogstraat 80 Oosterhout, Glasplaatnegatieven van rond 1907

De Sint-Paulusabdij was een benedictijnenabdij te Oosterhout.

## Geschiedenis
Deze abdij is een van de drie abdijen in De Heilige Driehoek. Ze is gesticht door monniken uit Wisques die door de antiklerikale politiek van het Kabinet-Waldeck-Rousseau (Verenigingswet van 1901) niet meer in Frankrijk mochten verblijven. Talrijke religieuzen werden in de daarop volgende jaren ondanks volksprotesten verjaagd uit Frankrijk. Eerst vestigden zij zich in Honnay en later in Montignies-Saint-Christophe. Het vrouwenklooster van Wisques had zich reeds in Oosterhout gevestigd in de Onze-Lieve-Vrouweabdij en de abt van Solesmes wilde beide abdijen weer bij elkaar in de buurt vestigen. Daarop kochten de monniken een gebied van 2 ha nabij het vrouwenklooster en men kreeg een Nederlandse architect toegewezen waarmee de samenwerking, wegens taalproblemen, niet goed verliep.
Uiteindelijk is de priorij onder architect Dom Bellot gebouwd, en dit werd een kunstwerk in baksteenarchitectuur en het eerste grote werk van deze architect. Ze kwam gereed in 1907 en werd in 1910 tot abdij verheven. Dom Jean de Puniet werd de eerste abt.
Na 1918 mochten de monniken weliswaar terugkeren naar Frankrijk, maar dat deden ze niet allen. Er waren ook al een aantal Nederlandse monniken ingetreden. Uiteindelijk telde Wisques na 1920 weer dertig monniken en werd het een priorij onder leiding van Oosterhout. In 1928 werden Oosterhout en Wisques allebei zelfstandige abdijen die behoorden tot de Congregatie van Solesmes. In 1922 werd de schrijver Frederik van Eeden in deze abdij gedoopt na zijn bekering.
In Oosterhout waren Franse monniken gebleven en ook Dom De Puniet was uiteraard Frans. Er traden veel Nederlanders in. In 1941 waren er ongeveer 100 monniken. Ook de abdijbedrijven kwamen tot bloei: een boerderij, een kippenvermeerderingsbedrijf, een orchideeënkwekerij, een pottenbakkerij, het schilderen van iconen en het restaureren van voorwerpen.
Na de dood van Dom De Puniet in 1941 kwam er een Nederlandse abt, Dom Mähler.
In 1930 werd de kapittelzaal gebouwd met Hans van der Laan als architect. Samen met Nico van der Laan ontwierp hij ook het gastenverblijf. Dit werd het eerste werk op basis van de grondverhouding der getallen, een stroming die uiteindelijk in de Bossche School zou culmineren. Ten slotte werd in 1956 nog een nieuwe kerk gebouwd, ontworpen door J.H. Sluijmer, aangezien de oude te klein was geworden.

### Neergang na het Tweede Vaticaans Concilie
In 1969 kwam er één Nederlandse congregatie waar de beide abdijen in Oosterhout alsook die in Egmond en Slangenburg deel van uitmaakten. Vaals bleef aangesloten bij de Congregatie van Solesmes.
Niet lang daarna echter begon de post-conciliaire ontkerkelijking zich ook hier te manifesteren. Die leidde ertoe dat er nauwelijks novicen meer waren waardoor de kloostergemeenschap kleiner werd en sterk ging vergrijzen. Steeds meer activiteiten zoals het landbouwbedrijf werden afgestoten en kwamen in particuliere handen. Uiteindelijk moest de abdij in 2006 worden verlaten en gingen de monniken gezamenlijk naar het kloosterverzorgingshuis Zuiderhout te Teteringen. Er waren toen nog 17 monniken, maar de jongste was 55 en de gemiddelde leeftijd bedroeg 78 jaar. De katholieke gemeenschap Chemin Neuf betrok de gebouwen. De vele kunstvoorwerpen waarover de Sint-Paulusabdij beschikte zijn in 2007 geschonken aan het Museum Catharijneconvent te Utrecht.

## Bekende monniken uit Oosterhout
- Frans Huiting, prior
- Jacques Kerssemakers, verzetsstrijder
- Pieter van der Meer de Walcheren, literator
- Jacques van der Meij, beeldend kunstenaar
- Mattheus Notenboom, keramist
- Michel van Winkel, PPR-politicus

## Wetenswaardigheid
- In 1974 werd een 45-jarige monnik A. G. H. M. N., ook bekend als broeder Mattheus, van de Sint-Paulusabdij gearresteerd, die bekende wapens te hebben geleverd aan de gedetineerden Jan Brouwers of Daan Denie, die vervolgens uit de gevangenis ontsnapten.[1]

## Stichtingen vanuit Oosterhout
In 1908 kocht men grond in Egmond-Binnen en in 1929 kreeg Alexander Kropholler de opdracht om hier een klooster te bouwen: de Sint-Adelbertabdij. In 1936 werd deze als priorij erkend.
Na de Tweede Wereldoorlog waren er vele intredingen en werd achtereenvolgens de Sint-Willibrordabdij te Slangenburg en de Abdij St. Benedictusberg te Mamelis gesticht.